# Terrorisme du sperme

Icône dénonçant le harcèlement sexuel.

Le terrorisme du sperme est un mode d'agression sexuelle dont la fréquence augmente au début des années 2020, notamment en Corée du Sud. L'agresseur répand son sperme sur les vêtements d'une femme ou sur des objets lui appartenant, sans son consentement, ou lui en fait ingérer à son insu.

## Occurrences
Entre 2019 et 2021 les tribunaux sud-coréens ont jugé quarante-quatre affaires de ce genre, mais l'occurrence de ces actes est probablement plus grande, et plus ancienne. Ils sont commis dans le métro — où ils s'apparentent au phénomène des frotteurs — ou dans les bureaux — des hommes ont été condamnés pour avoir déversé leur semence dans le café de collègues. 
La Corée du Sud n'est pas le seul pays affecté, puisqu'au Japon, un homme a été convaincu d'avoir répété pendant près de dix ans de telles agressions dans les trains. Aux États-Unis en 2020, un homme a été condamné à 10 ans de réclusion pour avoir piqué une femme avec une seringue contenant son sperme. En France de tels actes ont été commis dans le métro, et des vidéos circulent sur les réseaux sociaux.
La pratique est jugée comme un acte sexiste, c'est-à-dire commis à l'encontre d'une femme parce qu'elle est une femme, dont la visée est d'humilier la victime.

## Pénalisation
Jusqu'à présent, les chefs d'inculpation retenus par la justice sud-coréenne sont seulement la dégradation du bien d'autrui (17 des 44 cas jugés) ou au pire une tentative de blessure (26 des 44 cas) : les agresseurs ne sont donc condamnés qu'à des peines de quelques centaines à quelques milliers de dollars d'amende. Des collectifs féministes demandent que ces actes soient criminalisées, à l'instar d'une agression sexuelle. Un projet de loi allant dans ce sens a été déposé en août 2021.
La législation française est imprécise, le délit d'agression sexuelle impliquant que l'on puisse prouver que l'acte a été commis « avec violence, menace, surprise ou contrainte ».